# Танго и Кэш
«Танго и Кэш» (англ. Tango & Cash) — комедийный боевик режиссёра Андрея Кончаловского. В главных ролях задействованы Сильвестр Сталлоне и Курт Рассел.

## Сюжет
Рэй (Реймонд) Танго и Гэйб Кэш — двое полицейских из отдела по борьбе с наркотиками Лос-Анджелеса. Они работают в разных участках и, по натуре наделённые совершенно разными характерами, постоянно соперничают друг с другом. Они оба охотятся за крупным международным преступником Ивом Перретом. После того как Реймонд останавливает поставку крупной партии наркотиков, Перрет решает окончательно разобраться с ними. Убийство полицейских он считает плохой идеей и разрабатывает сложный план по дискредитации своих противников. Наркобарон передает через осведомителей информацию о якобы предстоящей поставке крупной партии наркотиков. На место преступления, куда разными путями прибывают Танго и Кэш, подбрасывают труп и украденный запасной пистолет Кэша. Также в ФБР передают поддельную видеокассету изобличающую обоих.
Танго и Кэша задерживают, происходит следствие и суд. Во время судебного заседания эксперт Скиннер подтвердил подлинность записи. Полицейских признают виновными и определяют их в тюрьму строгого режима. Приспешники Перрета в тюрьме в первую же ночь собираются пытать и казнить полицейских. Будучи за решеткой, непримиримые соперники понимают, что для выживания им нужно найти общий язык. Благодаря помощи их старого знакомого Соковски, помощника директора тюрьмы, паре удается спастись от боевиков и затем бежать из-за решетки. Беглецы скрываются от правосудия и решают самостоятельно разобраться с тем, кто их подставил. Помогает им сестра Танго Кэтрин «Кики», танцовщица в ночном клубе. Напарники сначала выходят на эксперта Скиннера, который, как выясняется сам сфабриковал запись. Затем они раскрывают всю мафиозную структуру Перрета и двух других боссов Квана и Лопеза. Им удаётся узнать адрес штаб-квартиры наркокартеля. В распоряжении Танго и Кэша только 24 часа, так как боевики наркокартеля выкрали и удерживают в заложниках Кики. Они связываются с экспертом по оружию Шрёдером, который помогает напарникам оборудовать грузовик как броневик. Танго и Кэш на грузовике атакуют штаб-квартиру. В результате схватки и перестрелки удаётся освободить Кики и убить Перрета.

## В ролях
- Сильвестр Сталлоне — Рэймонд (Рэй) Танго
- Курт Рассел — Гэбриэл (Гейб) Кэш
- Тери Хэтчер — Кэтрин (Кики) Танго
- Джек Пэланс — Ив Перрет
- Майкл Джетер — Скиннер
- Джеффри Льюис — капитан Шредер
- Роберт З’Дар — водитель грузовика / «Конан» (мордастый заключённый)
- Клинт Ховард — «Пружинка» (сокамерник Танго)
- Брайон Джеймс — Рикин, помощник Ива Перрета
- Савелий Крамаров — владелец машины
- Роксан Керноан — стриптизёрша
- Майкл Дж. Поллард — Оуэн

## История создания
Андрей Кончаловский, переехавший в Америку, искал возможность снять дорогостоящий боевик, чтобы поправить свои финансовые дела, но снять полноценно фильм «Танго и Кэш» он не смог. Продюсеры засомневались в успешности картины, глядя на то, как режиссёр воплощает её на экране. Незадолго до конца они отстранили Кончаловского от работы, и фильм доснимал другой режиссёр — Альберт Маньоли. В титрах Кончаловский значится как единственный режиссёр. Критики отмечают, что из-за этого фильм явно пострадал. У него совершенно несуразная концовка, которая сильно его портит. Другая художественная особенность — это роль Сильвестра Сталлоне, который едва ли не впервые снялся в роли скорее интеллектуала.
Кончаловский в своей книге «Низкие истины» отзывается о работе со Сталлоне вполне комплиментарно:

Первые пять-семь дней Сталлоне на съемках был шелковый. Но каждый день внимательно смотрел материал. Потом стал делать замечания оператору. Глаз у него очень профессиональный. Ещё только входя в павильон, он уже сразу видит, где — свет, где — камера и где — он сам.

— Свет поставьте сюда, камеру поставьте сюда и вниз.

— А зачем вниз? — спросил я.

— Потому что тогда я кажусь выше, — ответил он, не взглянув на меня.

Я понял, что спорить бесполезно, потому что он действительно знает, чего хочет.

## Отсылки
Сцена в начале фильма, в которой герой Сильвестра Сталлоне останавливает грузовик с помощью револьвера с последующим вылетом преступников через лобовое стекло, скопирована из фильма Джеки Чана «Полицейская история».

## Саундтрек
- Bad English — «Best of What I Got»
- The Call — «Let the Day Begin»
- Yazoo — «Don’t Go»
- Элис Купер — «Poison»
- Кеннет «Babyface» Эдмондс — «It’s No Crime»
- Darktown Strutters — «Harlem Nocturne»

## Съёмочная группа
- Сценарий — Рэнди Фелдман
- Оператор — Доналд Э.Торин
- Дизайн — Дж. Майкл Рива
- Композитор — Харолд Фалтенмейер
- Костюмы — Берни Поллак
- Монтаж — Хубер де ла Буйери, Роберт Ферети
- Продюсеры — Джон Питерс, Петер Губер